# A Peroxa
A Peroxa (spanisch: La Peroja) ist ein Ort und eine Gemeinde im Nordwesten Spaniens mit 1.761 Einwohnern (Stand: 2024). Sie liegt in der Provinz Ourense, innerhalb der Autonomen Region Galicien.

## Lage
A Peroxa liegt etwa 12 Kilometer nordnordöstlich von Ourense in einer Höhe von ca. 510 m. Der Río Miño begrenzt die Gemeinde im Südosten.

## Bevölkerungsentwicklung der Gemeinde
Legende: La Peroja___A Peroxa

Quelle: INE-Archiv – grafische Aufarbeitung für Wikipedia
Die kontinuierliche Bevölkerungsrückgang in der zweiten Hälfte des 20. Jahrhunderts ist im Wesentlichen auf die Mechanisierung der Landwirtschaft und den damit einhergehenden Verlust an Arbeitsplätzen zurückzuführen.

## Gemeindegliederung
Die Gemeinde A Peroxa de Aguiar ist in 14 Parroquias gegliedert:
| Parroquias             | Patrozinium          | Einwohner 2024 | Fläche km² | Dichte Einw./km² | Höhe msnm | Ortskennzahl |
| ---------------------- | -------------------- | -------------- | ---------- | ---------------- | --------- | ------------ |
| Armental               | San Salvador         | 107            | 4,90       | 22               | 624       | 32059020000  |
| Beacán                 | Santa María          | 40             | 1,23       | 33               | 175       | 32059030000  |
| Carracedo              | Santiago             | 134            | 4,69       | 29               | 383       | 32059040000  |
| Celaguantes            | San Xulián           | 40             | 3,29       | 12               | 370       | 32059050000  |
| Graíces                | San Vicente          | 174            | 4,98       | 35               | 270       | 32059060000  |
| Gueral                 | San Martiño          | 70             | 4,70       | 15               | 452       | 32059070000  |
| Mirallos               | Santa María          | 75             | 4,27       | 18               | 665       | 32059080000  |
| Os Peares              | Nosa Señora do Pilar | 57             | 0,29       | 197              | 119       | 32059090000  |
| A Peroxa               | Santiago             | 437            | 4,56       | 96               | 510       | 32059100000  |
| San Cibrao de Armental | San Cibrao           | 54             | 3,14       | 17               | 535       | 32059010000  |
| San Xes da Peroxa      | San Xes              | 98             | 3,37       | 29               | 294       | 32059110000  |
| O Souto                | San Cristovo         | 72             | 4,19       | 17               | 511       | 32059120000  |
| Toubes                 | Santiago             | 89             | 5,43       | 16               | 452       | 32059130000  |
| Vilarrubín             | San Martiño          | 332            | 5,51       | 60               | 449       | 32059140000  |

## Wirtschaft
| Ackerbau, Viehzucht und Fischerei                                                  | 039 | 06,78  |
| Industrie                                                                          | 061 | 010,61 |
| Bauwirtschaft                                                                      | 044 | 07,65  |
| Dienstleistungsbetriebe                                                            | 431 | 074,96 |
| Total                                                                              | 575 | 100,00 |
| * Daten aus dem Statistischen Amt für Wirtschaftliche Entwicklung in Galicien, IGE |     |        |

## Persönlichkeiten
- Alberto Núñez Feijóo (* 1961), Beamter und Politiker

## Sehenswürdigkeiten

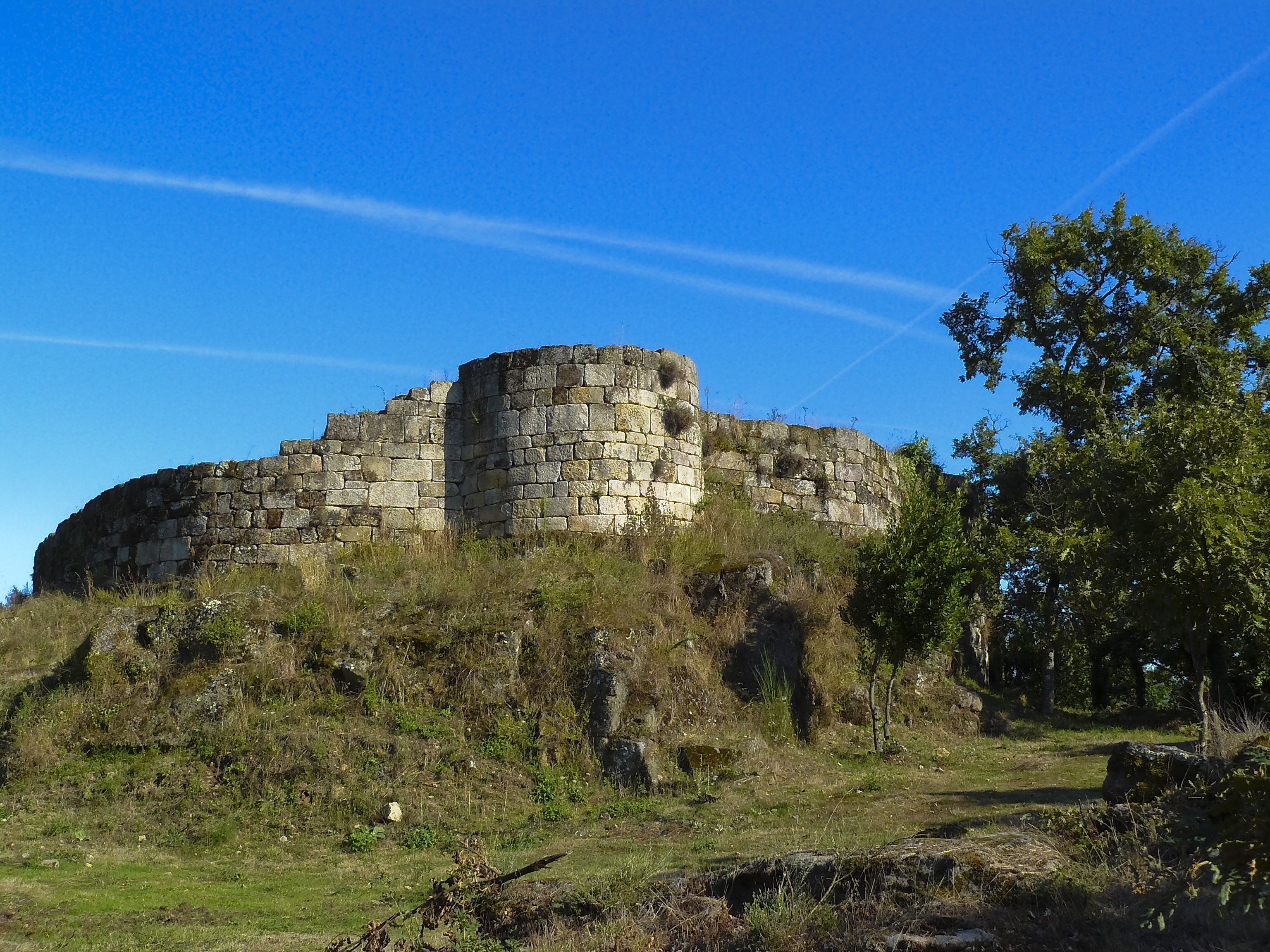
Burgruine
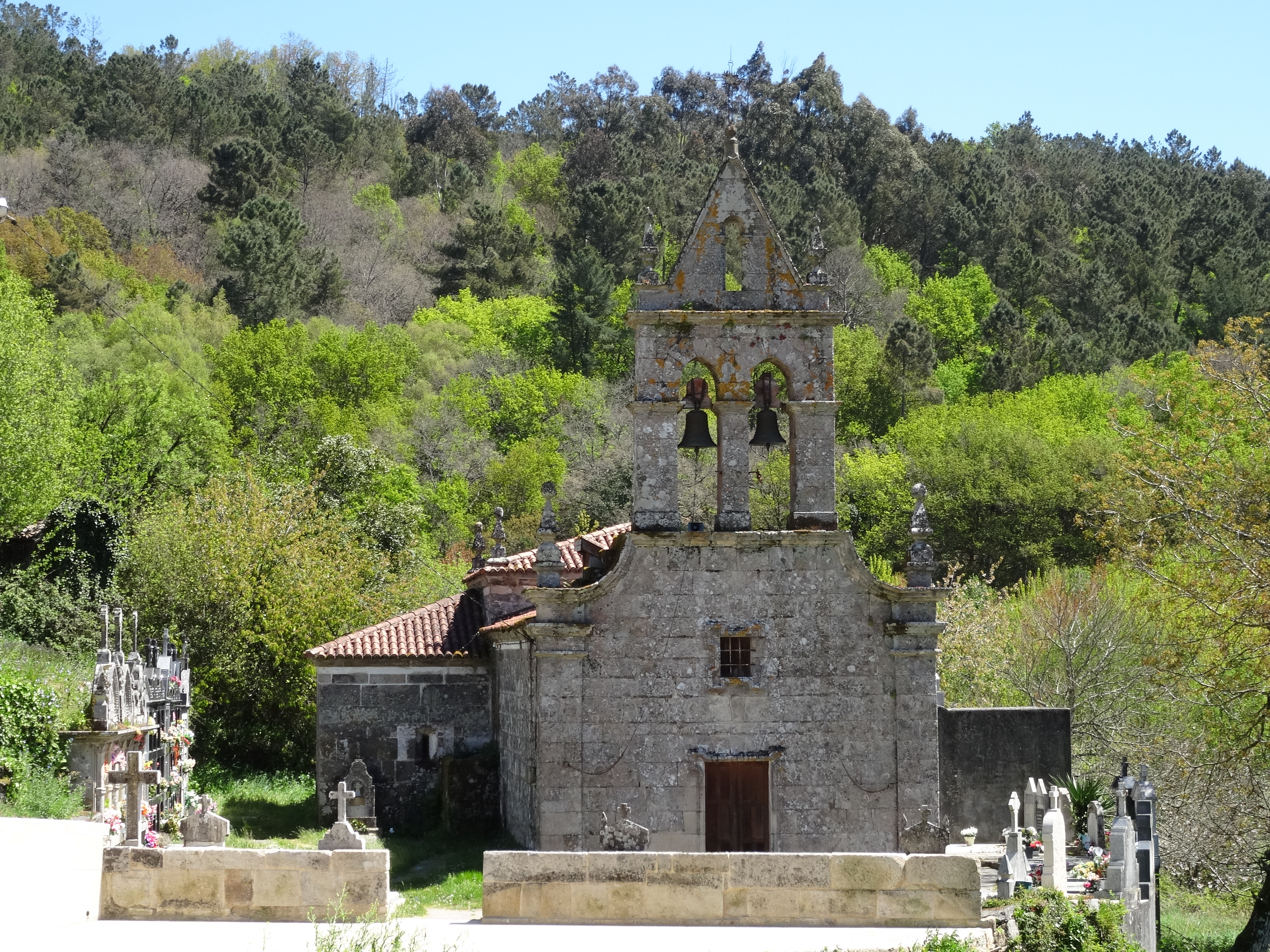
Salvatorkirche in Armental
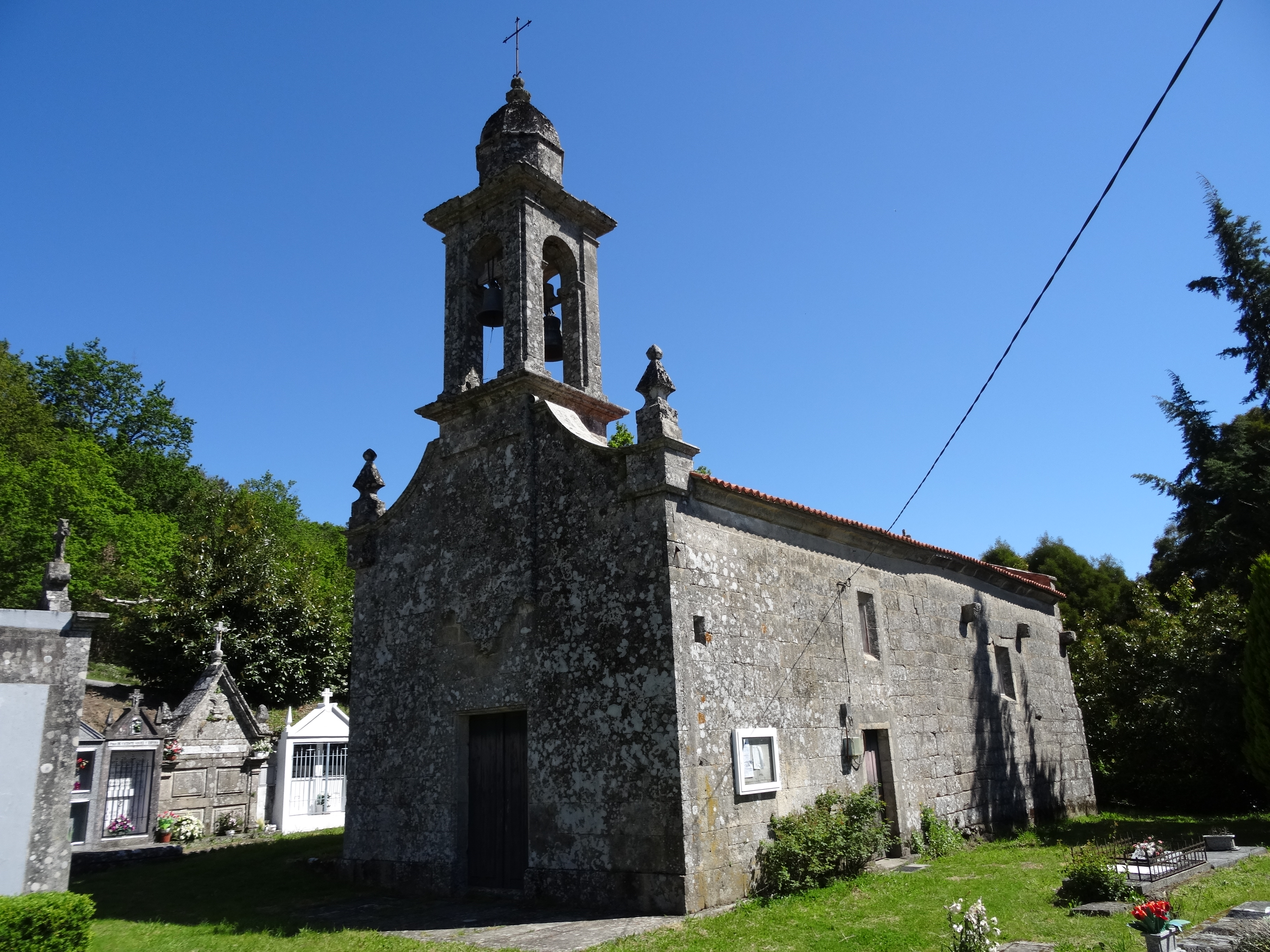
Marienkirche in Beacán
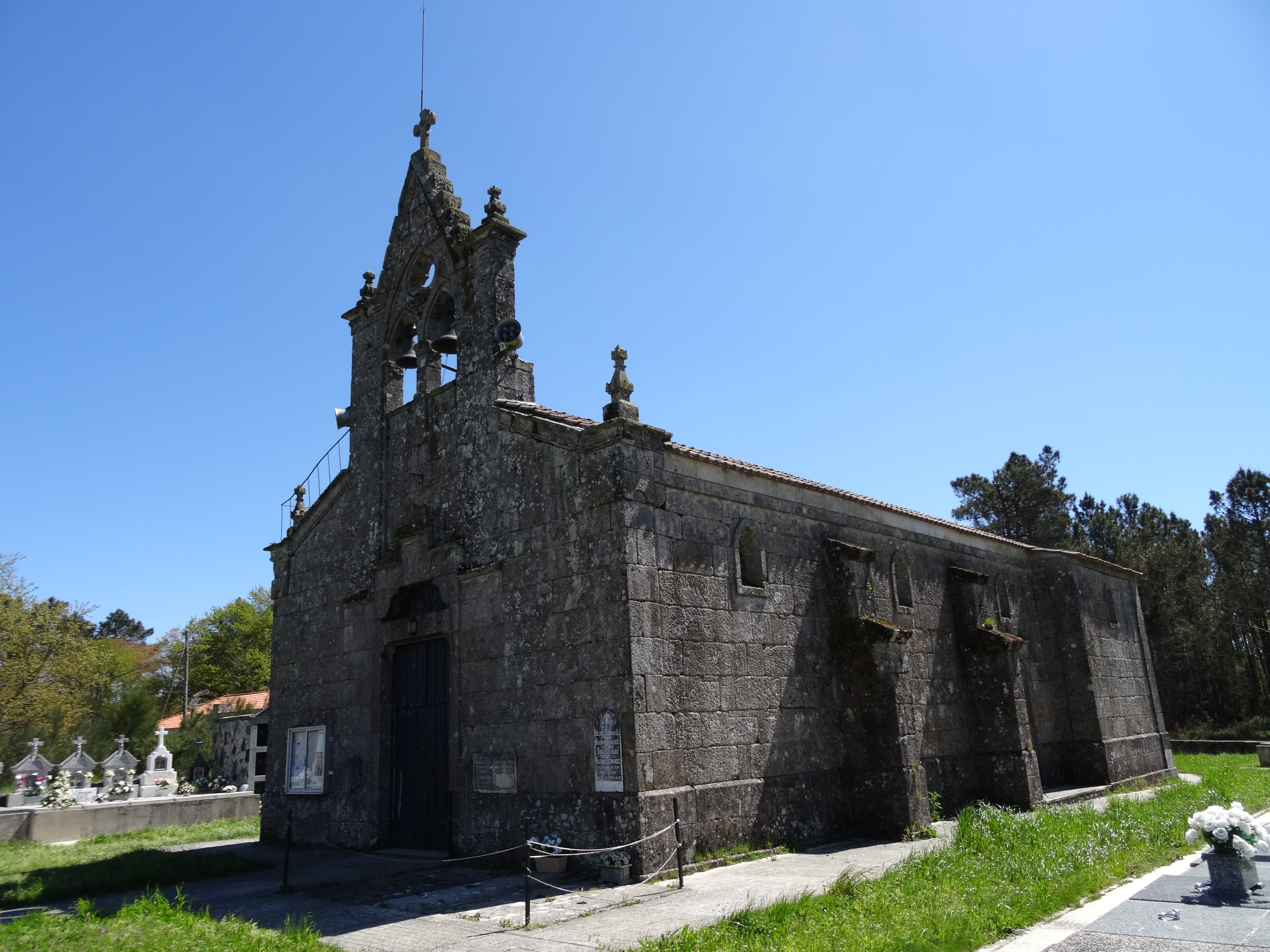
Marienkirche in Mirallos
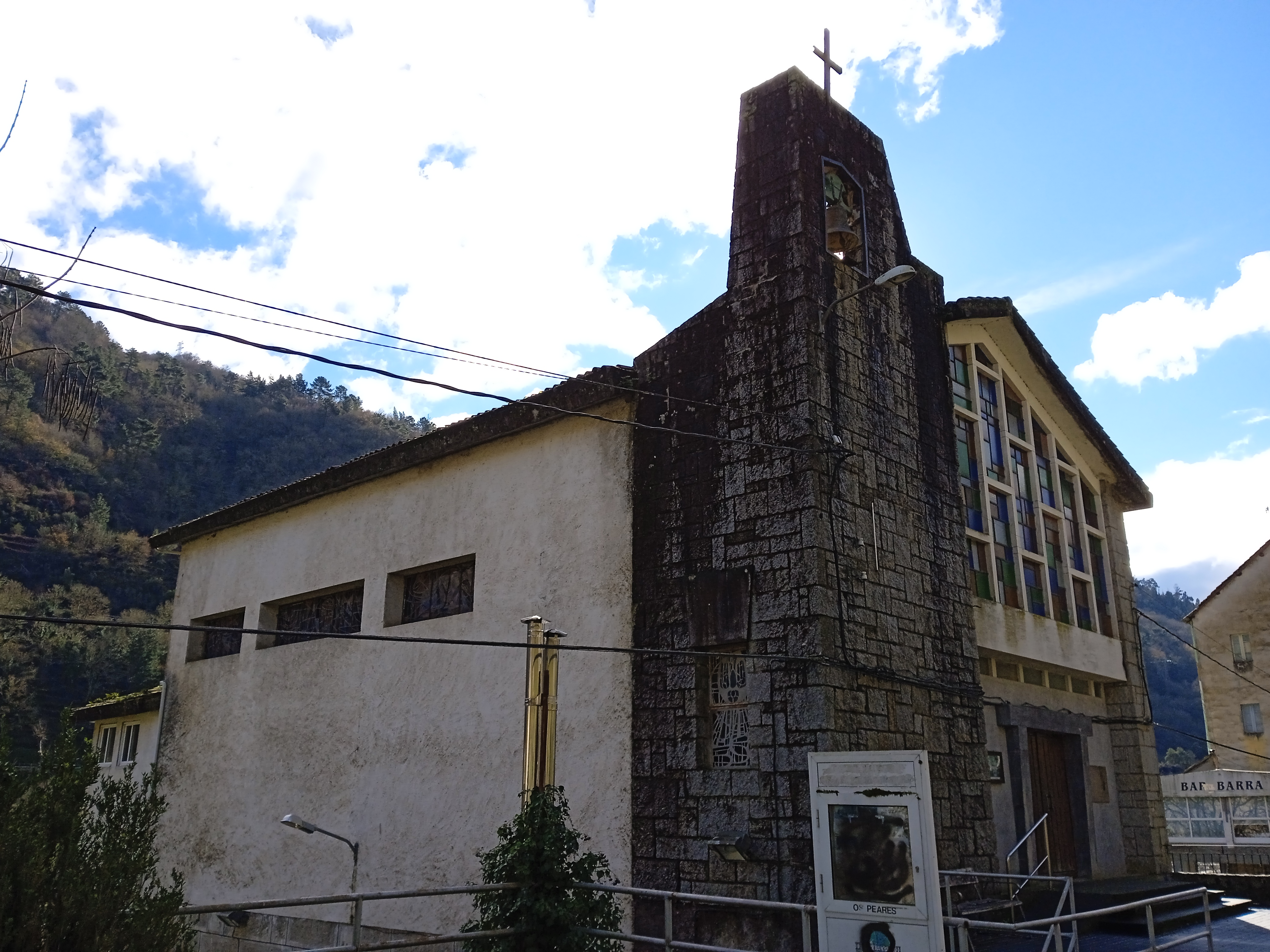
Marienkirche in Los Peares
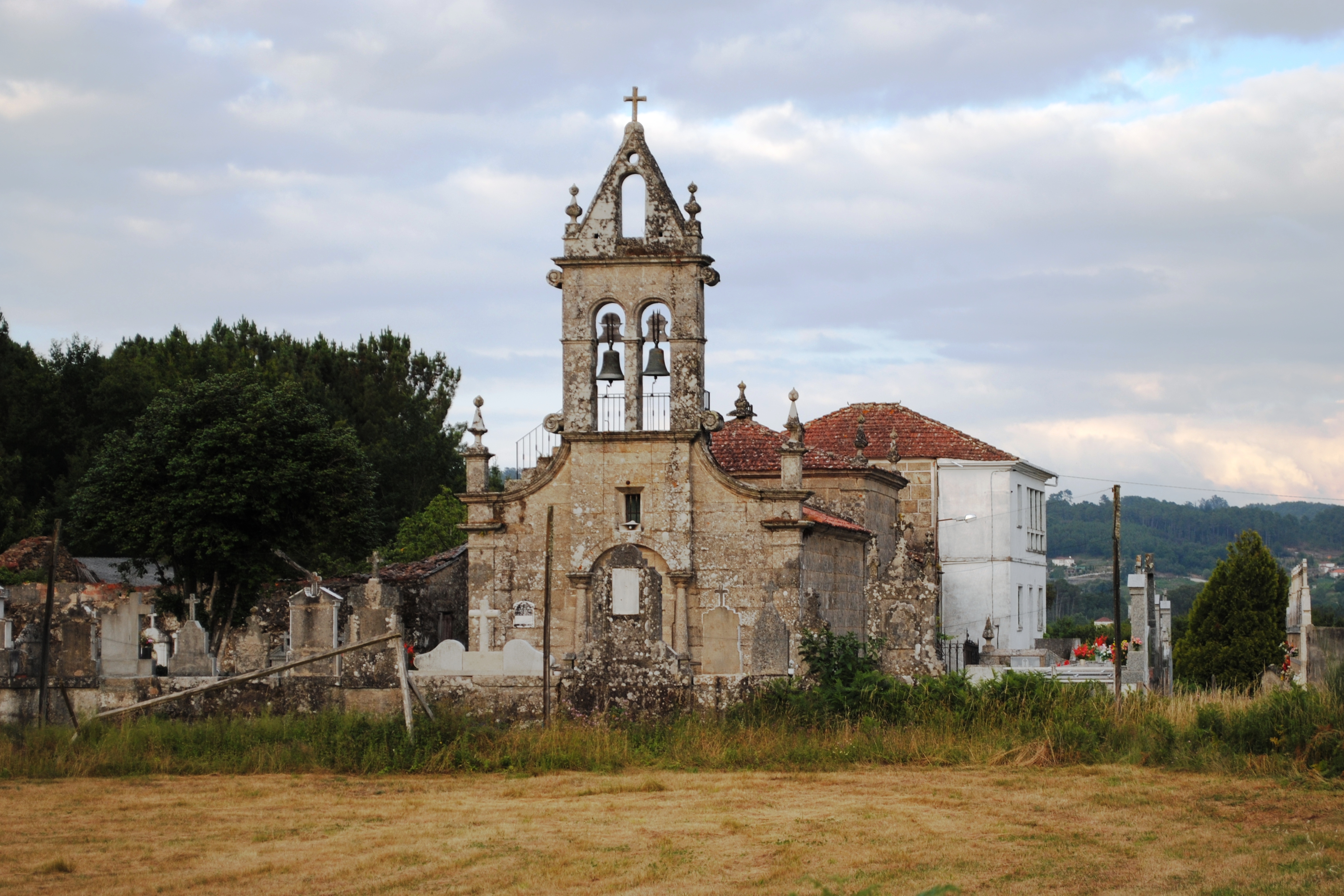
Martinskirche in Gueral
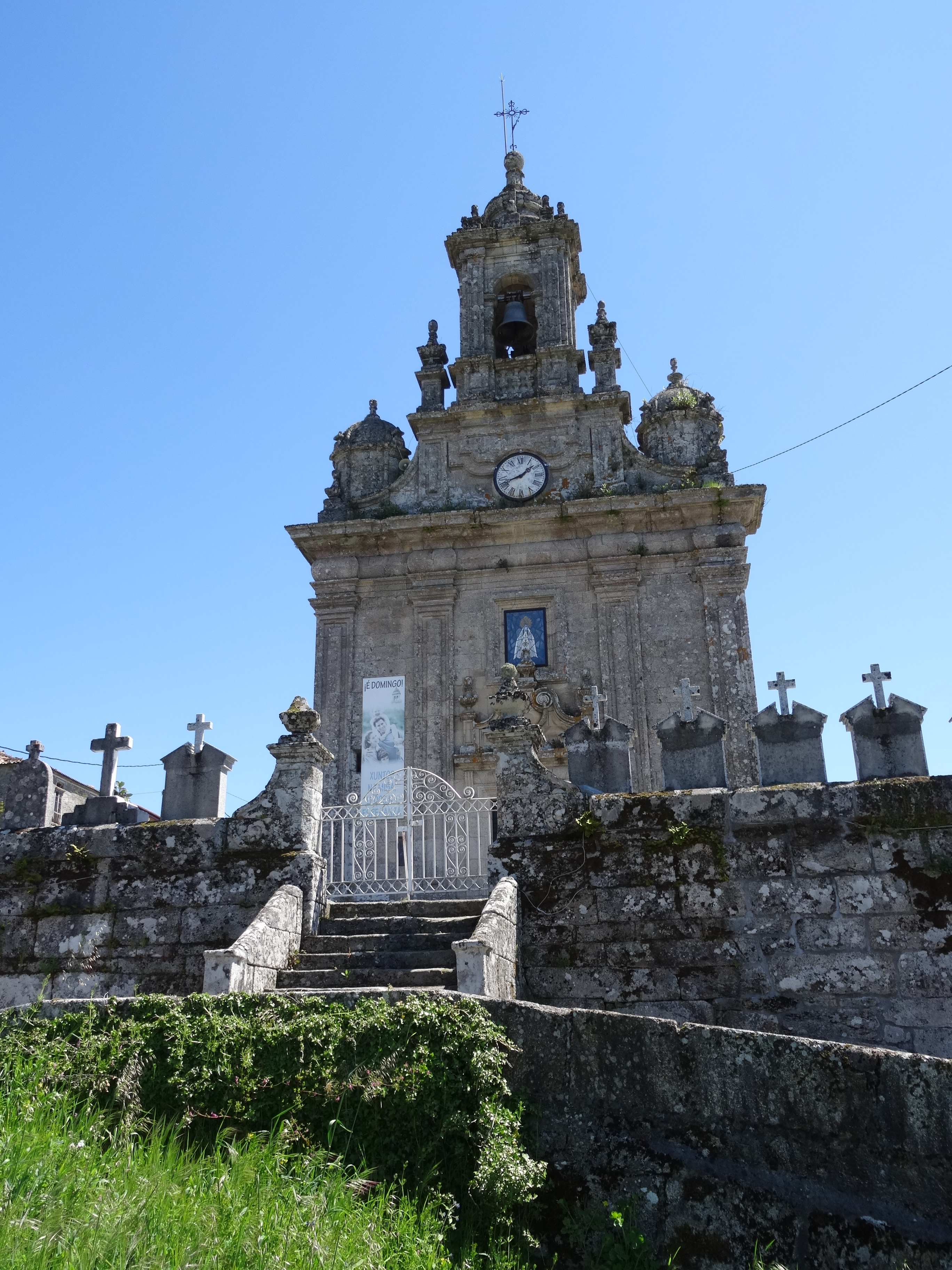
Martinskirche in Villarrubín
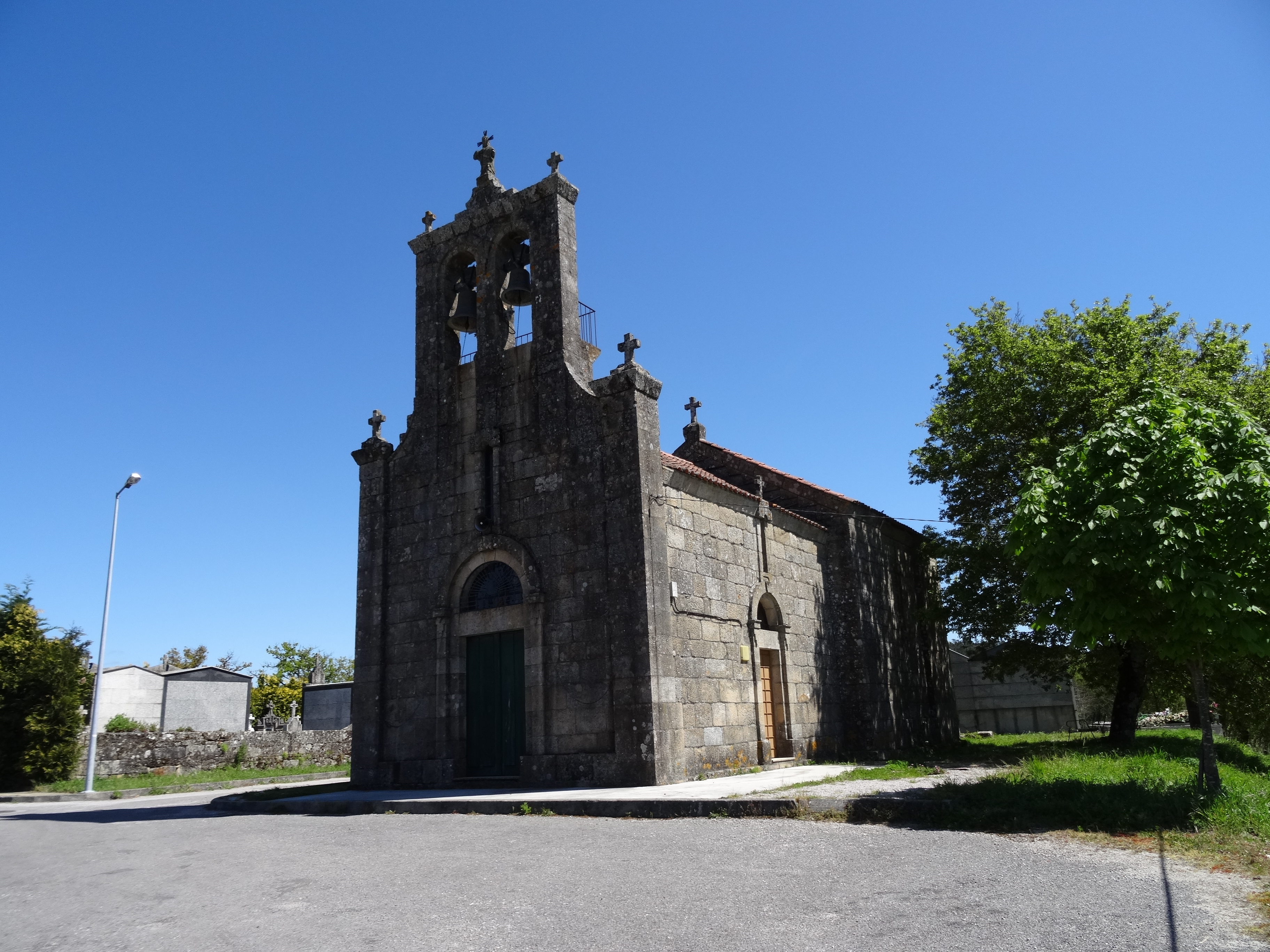
Jakobuskirche in A Peroxa
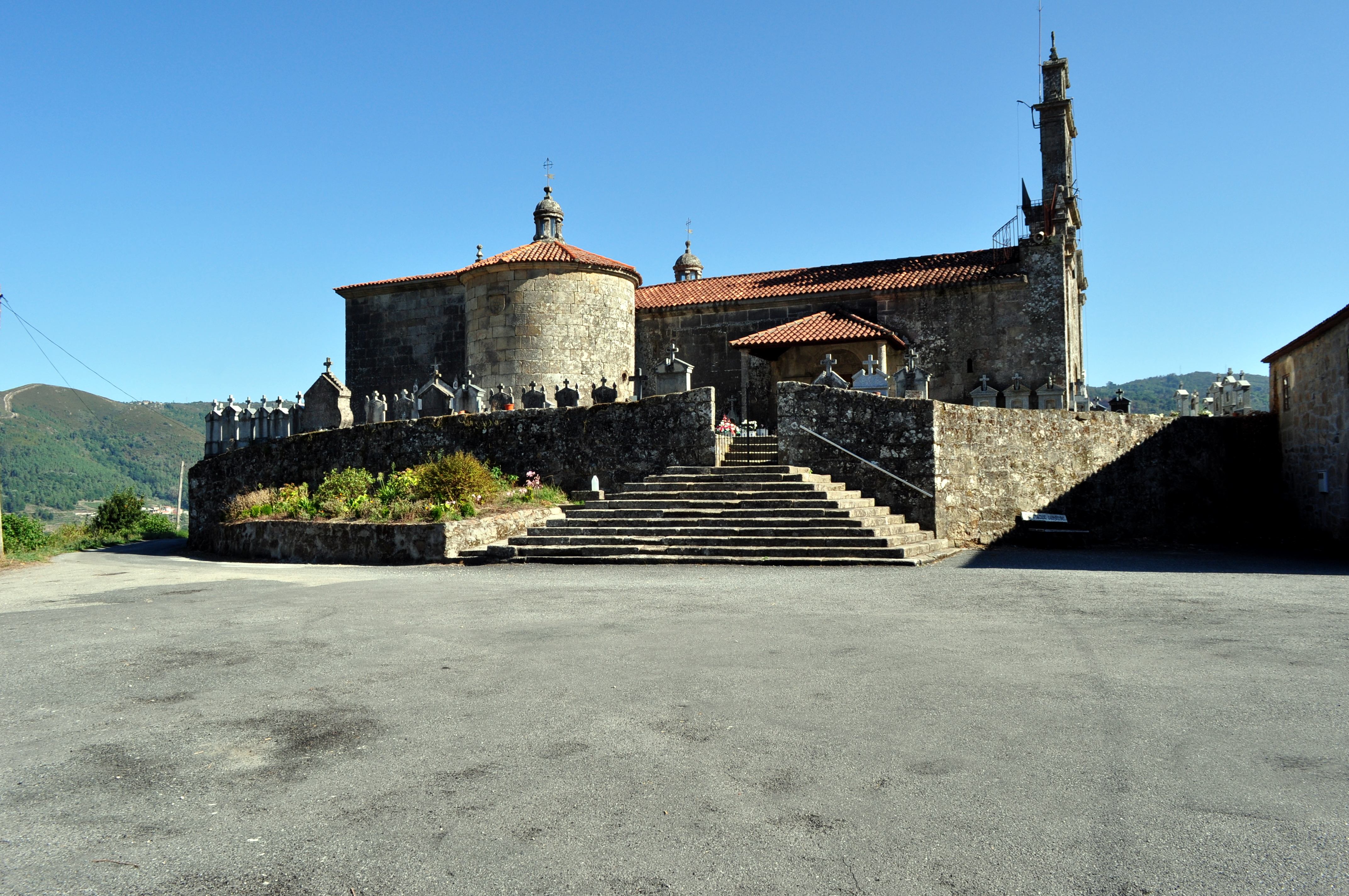
Jakobuskirche in Carracedo
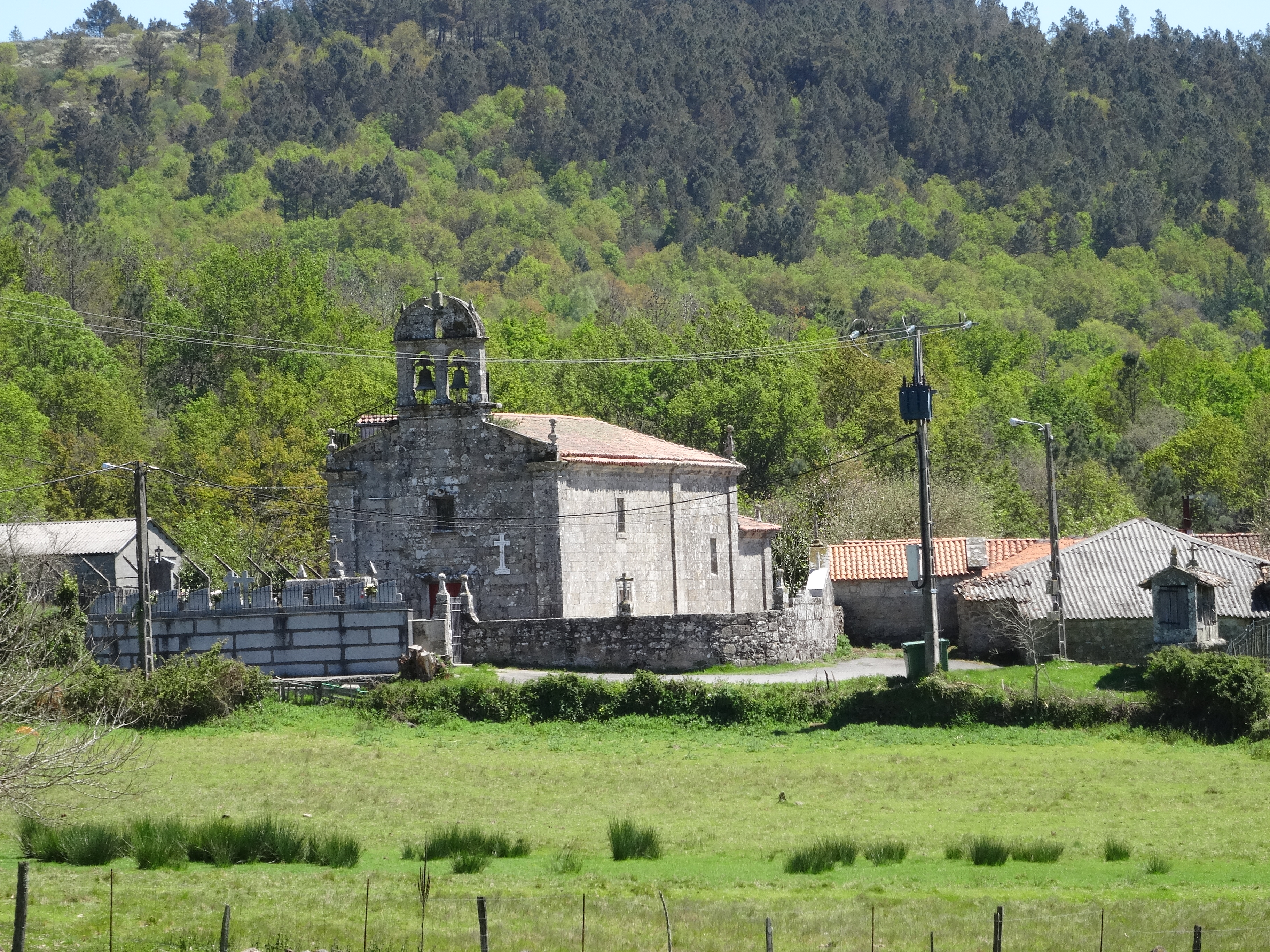
Jakobuskirche in Toubes
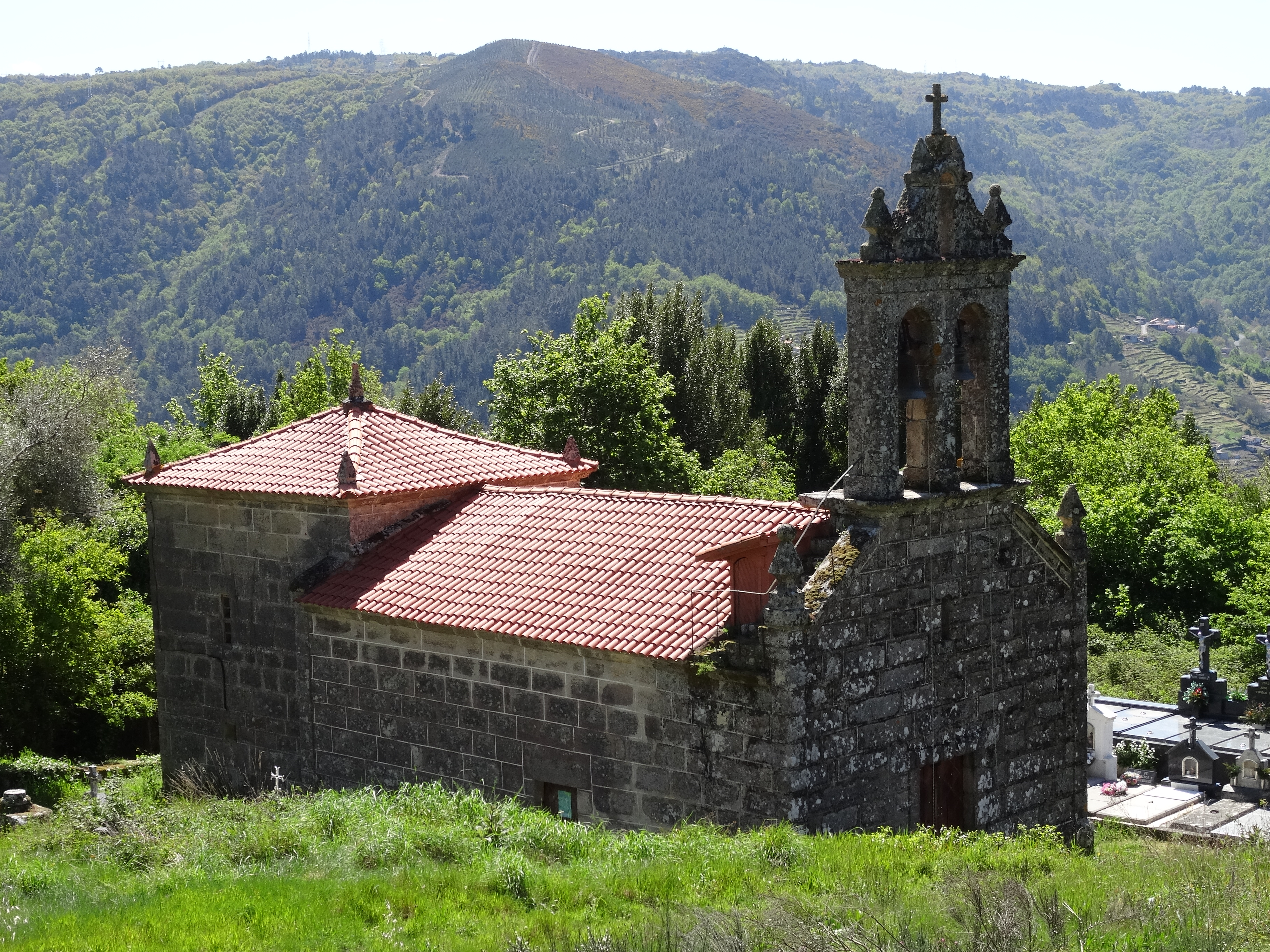
Julianuskirche in Celaguantes
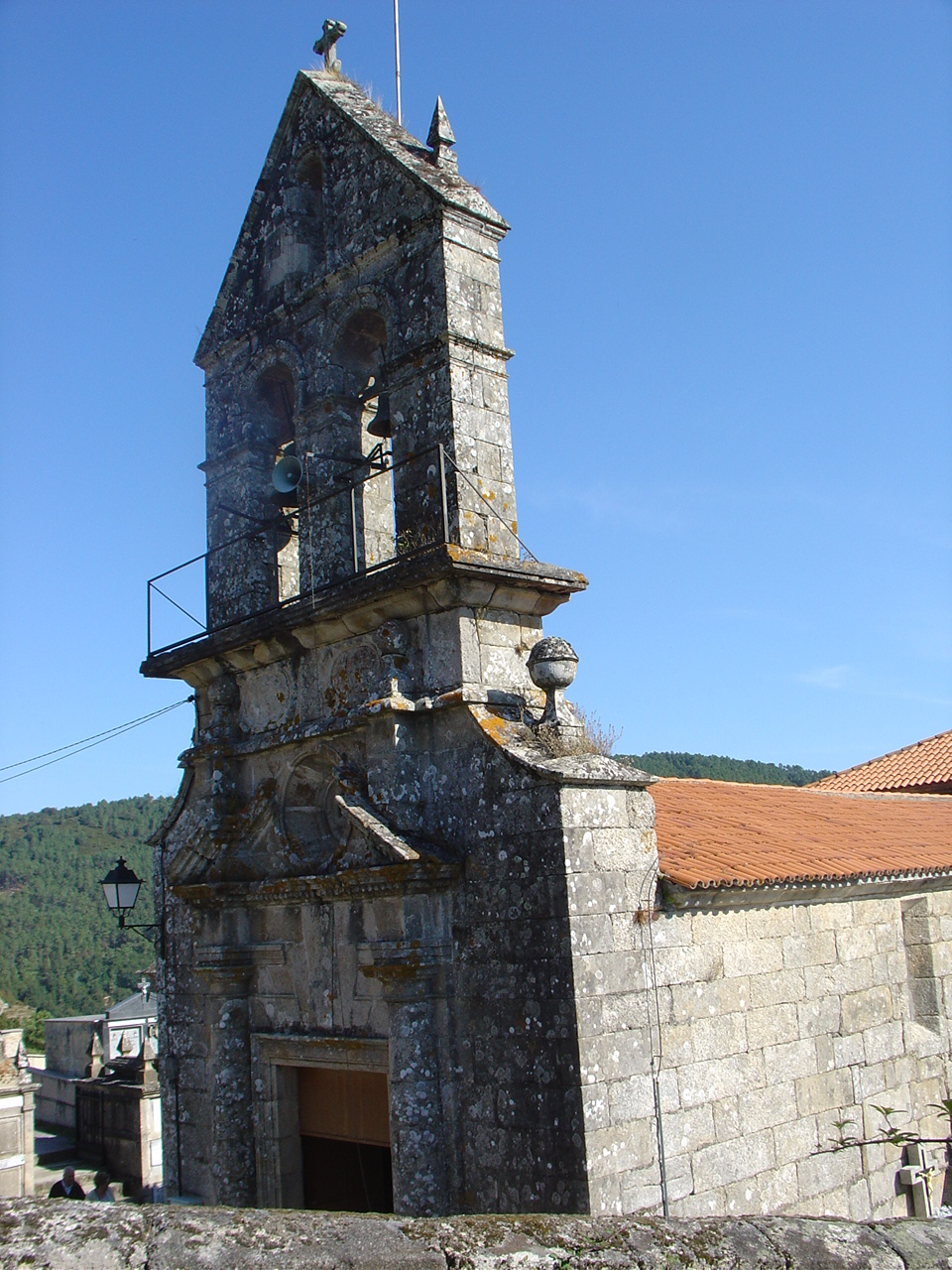
Vinzenzkirche in Graíces
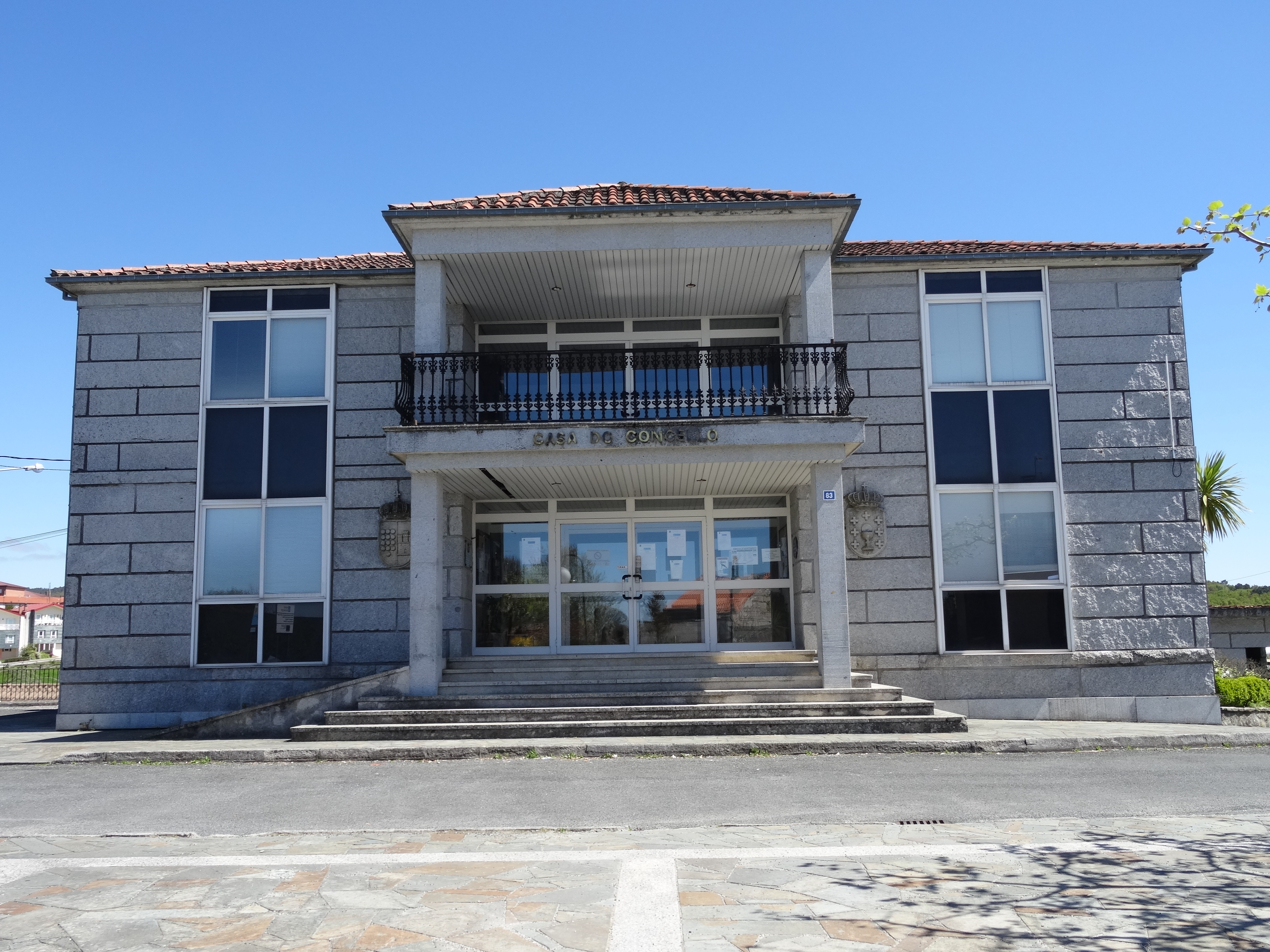
Rathaus

- Burgruine
- Salvatorkirche
- Marienkirche in Beacán
- Marienkirche in Mirallos
- Marienkirche in Los Peares
- Martinskirche in Gueral
- Martinskirche in Villarrubín
- Jakobuskirche in A Peroxa
- Jakobuskirche in Carracedo
- Jakobuskirche in Toubes
- Julianuskirche
- Vinzenzkirche
- Rathaus